# Andrena laticalcar
Andrena laticalcar is een vliesvleugelig insect uit de familie Andrenidae. De wetenschappelijke naam van de soort is voor het eerst geldig gepubliceerd in 1985 door Osytshnjuk.